# Helmut Lotti
Helmut Barthold Johannes Alma Lotigiers (sinh ngày 22 tháng 10 năm 1969 tại Ghent, Bỉ), nghệ danh Helmut Lotti là một ca sĩ kiêm nhạc sĩ nổi tiếng người Bỉ. Ông là con trai của Luc Lotigiers và Rita Lagrou. Helmut bắt đầu sự nghiệp của mình vào năm 1988. Ban đầu phong cách của ông rất giống với Elvis Presley vì vậy ông được gọi là "Elvis Mới" (tiếng Hà Lan: "De Nieuwe Elvis"). Hai album đầu tay của ông là Vlaamse Nachten ("Đêm Flemish", 1990) và Alles Wat Ik Voel ("Đó là tất cả những gì tôi cảm thấy", 1992). Sau một thời gian, vào năm 1995 ông chuyển sang một hướng đi mới và tạo nên một loạt những album theo dòng nhạc cổ điển mang tên "Helmut Lotti Goes Classic", và điều này đã khiến danh tiếng của ông càng nổi bật hơn nữa. Từ năm 2000 trở đi ông gặt hái nhiều thành công trong dòng nhạc truyền thống La Tinh, Phi Châu, Nga.
Helmut Lotti có thể hát lưu loát bằng tiếng Hà Lan, Pháp, châu Phi, Đức, Anh, Nga, Do Thái, Ý, La Tinh và Tây Ban Nha. Doanh số đĩa bán ra của ông đã lên tới hơn 13 triệu album, trong đó có 90 album bạch kim và 70 album vàng.
Hiện ông là một đại sứ thiện chí của Quỹ Nhi đồng Liên Hợp Quốc. Ông cũng tham gia vào buổi hòa nhạc 0110 do Tom Barman tổ chức, với mục đích chống lại chủ nghĩa dân tộc cực đoan và chống lại các nhóm cực hữu.

## Các album chính
Hiện ông đang thực hiện một album CD/DVD mang tên "Out of Africa!".

## Links
- trang web chính thức của Helmut Lotti Lưu trữ ngày 20 tháng 7 năm 2011 tại Wayback Machine (tiếng Anh)
- The Best Of Helmut Lotti